# Timo Friedrich
Timo Friedrich (* 16. Jänner 1998 in Hildesheim) ist ein österreichisch-deutscher Fußballspieler.

## Karriere

### Verein
Friedrich begann seine Karriere beim TSV Gestorf. 2008 wechselte er zum HSC Blau-Weiß Tündern. Zur Saison 2011/12 kam er in die Jugend von Hannover 96. Im April 2014 debütierte er gegen den Hamburger SV für die U-17-Mannschaft von Hannover in der B-Junioren-Bundesliga. In der darauffolgenden Saison 2014/15 nahm er mit Hannover als Vizemeister der Gruppe Nord/Nordost auch an der Meisterschaftsendrunde teil, wo man jedoch im Halbfinale am VfB Stuttgart scheiterte.
Zur Saison 2015/16 wechselte er zu den A-Junioren des TSV Havelse. Im August 2015 debütierte er gegen Hertha BSC für Havelse in der A-Junioren-Bundesliga. Zu Saisonende musste er mit Havelse aus der Bundesliga absteigen. Daraufhin wechselte er zur Saison 2016/17 zum Mitabsteiger FC Rot-Weiß Erfurt.
Zur Saison 2017/18 wechselte Friedrich nach Österreich zum Zweitligisten SC Austria Lustenau, bei dem er einen bis Juni 2019 laufenden Vertrag erhielt. Zunächst spielte er bei Lustenau jedoch für die viertklassigen Amateure in der Vorarlbergliga. In seiner ersten Saison beim Verein kam er zu keinem Einsatz für die Profis.
Im Mai 2019 debütierte er schließlich in der 2. Liga, als er am 28. Spieltag der Saison 2018/19 gegen den SKU Amstetten in der 71. Minute für Lucas Barbosa eingewechselt wurde. Nach der Saison 2018/19 verließ er Lustenau und wechselte zum Ligakonkurrenten FC Dornbirn 1913. In Dornbirn kam er in drei Spielzeiten zu insgesamt 68 Zweitligaeinsätzen, in denen er ein Tor erzielte. Nach der Saison 2021/22 verließ er den Verein.
Nach einem halben Jahr ohne Verein wechselte Friedrich im Jänner 2023 zurück zum deutschen Regionalligisten Havelse. Für Havelse spielte er bis zum Ende der Saison 2022/23 14 Mal in der Regionalliga Nord. Zur Saison 2023/24 wechselte er wieder in die österreichische 2. Liga, diesmal zum Floridsdorfer AC. Für die Wiener machte er 21 Zweitligaspiele. Zur Saison 2024/25 wechselte er wieder nach Deutschland und schloss sich dem Regionalligisten BFC Dynamo an. Für Dynamo absolvierte er sieben Partien in der Regionalliga Nordost. Im Jänner 2025 wurde sein Vertrag beim BFC aufgelöst.
Im Anschluss daran kehrte er zu Havelse zurück.

### Nationalmannschaft
Friedrich spielte im März 2013 erstmals für eine österreichische Jugendnationalauswahl. Im August 2014 debütierte er gegen Deutschland für die U-17-Auswahl.
Im März 2017 kam er gegen die Slowakei zu seinem einzigen Einsatz für das U-19-Team.